# Andrés Mosquera Guardia
Andrés Mosquera Guardia (Cali, Valle del Cauca, Colombia; 20 de febrero de 1990) es un futbolista colombiano. Juega como defensa central o lateral derecho y actualmente milita en el América de Cali de la Categoría Primera A colombiana. 

## Selección nacional
Mosquera Guardia disputó con su selección el Campeonato Sudamericano Sub-17 de 2007, Campeonato Sudamericano Sub-20 de 2009, y además la Copa Mundial Sub-17 de 2007 realizada en Corea del Sur en donde quedaron eliminados perdiendo en octavos de final por 2-1 frente a la Selección de Nigeria.

### Participaciones en Copas del Mundo
| Mundial                     | Sede          | Resultado        | Partidos | Goles |
| --------------------------- | ------------- | ---------------- | -------- | ----- |
| Copa Mundial Sub-17 de 2007 | Corea del Sur | Cuartos de final | 4        | 2     |

## Estadísticas

### Clubes
Actualizado al último partido disputado el 31 de enero de 2024.
| Club                                        | Div.          | Temporada     | Liga  | Liga  | Copas nacionales | Copas nacionales | Copas internacionales | Copas internacionales | Total | Total |
| Club                                        | Div.          | Temporada     | Part. | Goles | Part.            | Goles            | Part.                 | Goles                 | Part. | Goles |
| ------------------------------------------- | ------------- | ------------- | ----- | ----- | ---------------- | ---------------- | --------------------- | --------------------- | ----- | ----- |
| Deportivo Independiente Medellín · Colombia | 1.ª           | 2008-09       | 3     | 0     | 0                | 0                | ―                     | ―                     | 3     | 0     |
| Deportivo Independiente Medellín · Colombia | 1.ª           | 2009-10       | 0     | 0     | 0                | 0                | ―                     | ―                     | 0     | 0     |
| Deportivo Independiente Medellín · Colombia | 1.ª           | 2010-11       | 0     | 0     | 0                | 0                | ―                     | ―                     | 0     | 0     |
| América de Cali · Colombia                  | 2.ª           | 2011-12       | 21    | 0     | 3                | 0                | ―                     | ―                     | 24    | 0     |
| Deportivo Independiente Medellín · Colombia | 1.ª           | 2012-13       | 18    | 2     | 9                | 0                | ―                     | ―                     | 27    | 2     |
| Deportivo Independiente Medellín · Colombia | 1.ª           | 2013-14       | 36    | 2     | 6                | 0                | ―                     | ―                     | 42    | 2     |
| Deportivo Independiente Medellín · Colombia | 1.ª           | 2014-15       | 40    | 1     | 5                | 0                | ―                     | ―                     | 45    | 1     |
| Deportivo Independiente Medellín · Colombia | 1.ª           | 2015-16       | 25    | 0     | 7                | 0                | 8                     | 0                     | 40    | 0     |
| Deportivo Independiente Medellín · Colombia | 1.ª           | 2016-17       | 24    | 1     | 1                | 0                | 7                     | 2                     | 32    | 3     |
| Deportivo Independiente Medellín · Colombia | Total club    | Total club    | 146   | 6     | 28               | 0                | 15                    | 2                     | 189   | 8     |
| Club León · México                          | 1.ª           | 2017-18       | 34    | 1     | 7                | 1                | ―                     | ―                     | 41    | 2     |
| Club León · México                          | 1.ª           | 2018-19       | 34    | 2     | 6                | 0                | ―                     | ―                     | 40    | 2     |
| Club León · México                          | 1.ª           | 2019-20       | 11    | 0     | 0                | 0                | 0                     | 0                     | 11    | 0     |
| Club León · México                          | 1.ª           | 2020-21       | 26    | 0     | 1                | 0                | 4                     | 0                     | 31    | 0     |
| Club León · México                          | 1.ª           | 2021-22       | 36    | 2     | ―                | ―                | 4                     | 0                     | 40    | 2     |
| Club León · México                          | Total club    | Total club    | 141   | 5     | 14               | 1                | 8                     | 0                     | 163   | 6     |
| Deportivo Toluca F. C. · México             | 1.ª           | 2022-23       | 40    | 2     | ―                | ―                | ―                     | ―                     | 40    | 2     |
| Deportivo Toluca F. C. · México             | 1.ª           | 2023-24       | 16    | 0     | ―                | ―                | 4                     | 0                     | 20    | 0     |
| Deportivo Toluca F. C. · México             | Total club    | Total club    | 56    | 2     | 0                | 0                | 4                     | 0                     | 60    | 2     |
| América de Cali · Colombia                  | 1.ª           | 2023-24       | 2     | 0     | ―                | ―                | —                     | —                     | 2     | 0     |
| América de Cali · Colombia                  | Total club    | Total club    | 23    | 0     | 3                | 0                | 0                     | 0                     | 26    | 0     |
| Total carrera                               | Total carrera | Total carrera | 366   | 13    | 45               | 1                | 27                    | 2                     | 438   | 16    |

## Palmarés

### Campeonatos nacionales
| Título              | Club                   | País     | Año  |
| ------------------- | ---------------------- | -------- | ---- |
| Torneo Finalización | Independiente Medellín | Colombia | 2009 |
| Torneo Apertura     | Independiente Medellín | Colombia | 2016 |
| Liga MX             | León                   | México   | 2020 |

#### Campeonatos internacionales
| Título      | Club | Año  |
| ----------- | ---- | ---- |
| Leagues Cup | León | 2021 |